# Kennicott-Gletscher
Der Kennicott-Gletscher ist ein 35 km langer Talgletscher in den Wrangell Mountains in Alaska (USA). Der Gletscher trägt den Namen von Robert Kennicott, der 1865 die Western Union Telegraph Expedition leitete.
Das Nährgebiet des Kennicott-Gletschers befindet sich zwischen dem Ostgipfel des Mount Blackburn im Westen und den Atna Peaks im Osten. Von dort strömt er in überwiegend südsüdöstlicher Richtung talwärts. Die bedeutendsten Tributärgletscher sind Gates-Gletscher und Root-Gletscher, beide von links einmündend. Der Kennicott-Gletscher endet bei der Ortschaft McCarthy auf einer Höhe von etwa 450 m. Über den 8 km langen Kennicott River fließt das Wasser zum Nizina River ab.